# Ruanda-Stiftung
Die Ruanda-Stiftung ist eine in Deutschland anerkannte Stiftung öffentlichen Rechts, die 2007 von Christian Schleuning gegründet wurde. Sitz der Stiftung ist Kapellen-Drusweiler, Kreis südliche Weinstraße in Rheinland-Pfalz. Verwaltet wird die Stiftung von Landau-Land und Leipzig aus.
In Ruanda besitzt die Ruanda-Stiftung den Status einer registrierten Nichtregierungsorganisation (NGO).

## Vorstand
Gründer der Stiftung ist Christian Schleuning. Vorstand ist Jörg Göllner.

## Zweck und Grundlagen der Stiftung
Zweck der Stiftung ist die Verbesserung der Lebensbedingungen notleidender Kinder in Afrika auf lokaler Ebene sowie die Gewährleistung einer garantierten Schulbildung im Rahmen ihrer Projekte. Schwerpunkt der Aktivitäten der Stiftung ist Ruanda und das Grenzgebiet zur Demokratischen Republik Kongo (DRC). Die Arbeit der Ruanda-Stiftung folgt dem Grundprinzip der Hilfe zur Selbsthilfe. Diese soll weitgehend unabhängig sein von europäischen Vorgaben. Neue Projekte werden von den Partnern in Ruanda initiiert. Dort findet auch die laufende Begleitung und Kontrolle der Projekte statt. Die wichtigsten Akteure vor Ort sind neben dem einheimischen Koordinator die Lehrer, die Familien, der zuständige Veterinär, eine Kontaktperson des zuständigen Ministeriums und die Schüler. Ein Projektsteuerungskreis berät und beschließt alle Entscheidungen vor Ort. In diesen Kreis wählen die teilnehmenden Familien ihre Vertreter. Alle drei Monate findet eine Evaluation der Projekte statt.
Die Projektarbeit konzentriert sich auf lokale Organisationen, vor allem Schulen.
Direkte Zielgruppe ist die lokale Bevölkerung in ländlichen Regionen („Graswurzelebene“), im Speziellen Kinder und Familien sowie ländliche Kleinunternehmen.
Das Engagement der Ruanda-Stiftung basiert auf den drei Bereichen
- Bildung (insbesondere schulische Bildung auf dem Level der Primar- und Sekundarstufe),
- Ernährung,
- Gesundheit.

Die Stiftung finanziert sich über das Stiftungsvermögen und Spenden. Ein bedeutender und langjähriger Partner in Deutschland ist die Krankenkasse AOK in Rheinland-Pfalz/Saarland sowie der offizielle Partnerschaftsverein des Innenministeriums von Rheinland-Pfalz.

## Aktivitäten
Initiiert und gefördert werden Projekte zu folgenden Themen:
- Aufbau und Vermittlung von Kenntnissen für private Tierzucht und -pflege Ziele sind vor allem die Erwirtschaftung eines regelmäßigen Einkommens für Familien auf dem Land sowie eine bessere Versorgungsmöglichkeit.
- Baumaßnahmen Neubau und Reparatur von Schulen oder Einrichtungen zielen insbesondere auf die Verbesserung von infrastrukturellen und hygienischen Bedingungen der Schüler, beispielsweise die Schaffung einer autonomen Trinkwasserversorgung oder der Bau einer Latrine, ab.
- Krankenversicherungen für Kinder Die Versicherung ist geschaffen worden, um Zugang zu einfacher medizinischer Versorgung zu gewährleisten, um Todesfälle an vermeidbaren Krankheiten zu vermeiden. Ziele sind grundsätzlich eine bessere Gesundheitsvor- und -fürsorge sowie eine verbesserte Leistungsfähigkeit der Kinder in der Schule und im Alltag für diejenigen Familien, die sich keine gesundheitliche Grundsicherung leisten können.
- Mikro-Kredite für Kleingewerbe Beispiele sind der Aufbau einfacher Werkstätten oder der Anbau und lokale Verkauf von Lebensmitteln. Ziel ist die nachhaltige Unabhängigkeit von fremder Hilfe und das Ermöglichen eines gangbaren Weges aus der Armut, insbesondere für Frauen und Witwen mit kleinen Kindern.
- Schulgartenbau Mit der Anlage eines Gartens durch Eltern, Lehrer und Kinder unter Zuhilfenahme eines Agroökonomen steht der Erwerb von Kenntnissen in Gartenbau und Landwirtschaft im Fokus. Ziel ist es, den Anbau auf den heimischen Feldern zu diversifizieren und eine ausgewogene Ernährung zu begünstigen. In der längeren Frist sollen über den Gartenbau Mittel für die Schule erwirtschaftet werden können.
- Equipment für Schulen und soziale Einrichtungen Im Mittelpunkt steht die Bereitstellung von einfachen Einrichtungen und Ausrüstungsgegenständen für die Projektschulen. Hierzu zählen insbesondere Schulbänke, Schulmöbel, Schulmaterial, Werkzeuge für den Schulgarten
- Solarprojekte Mittels Solarmodulen und kleinen Solaranlagen wird das Ziel verfolgt, Strom an abgeschiedenen ländlichen Orten zu gewinnen. Insbesondere die Schulen sollen auf diese Weise Anschluss an die digitale Welt erhalten (z. B. Handys aufladen) und die Schulen mit Licht ausgestattet werden, damit der Unterricht über die Dämmerung hinaus möglich ist.